# 兴中
兴中（1914年—1996年6月3日），原名赖庆尧。江西崇义人。中国人民解放军少将。

## 生平
1914年生。1932年参加红军，并在红一军团序列中参加了长征。抗日战争中任晋察冀军区1分区营、团长。第二次国共内战中任晋绥野战军3旅27团团长，7旅副旅长，陆军第1军第3师长。建国后任空军第25航空兵师师长，海军东海舰队航空兵司令员，海军第二航空学校校长，海军航空兵顾问，是中国海军航空兵的创始人之一。1955年被授予海军少将军衔，并荣获三级八一勋章、二级独立自由勋章、二级解放勋章。1996年6月3日逝世。